# Fröken Smillas känsla för snö (film)
Fröken Smillas känsla för snö (originaltitel: Smilla's Sense of Snow) är en psykologisk thriller från 1997, i regi av Bille August. Den är baserad på romanen med samma titel  från 1992 och skriven av Peter Høeg.
Filmen handlar om Smilla Jaspersen, till hälften grönländska och boende i Köpenhamn. Smilla undersöker ett mystiskt dödsfall i hyreshuset där hon bor och upptäcker ledtrådar som leder till ett hemlighetsfullt företag som utfört märkliga expeditioner till Grönland sedan trettio år tillbaka.
Filmen spelades in i bland annat Köpenhamn, Kiruna och på västra Grönland. Den deltog vid Filmfestivalen i Berlin 1997, där Bille August var nominerad till Guldbjörnen.

## Rollista (urval)
| Julia Ormond     | – Smilla Jaspersen     |
| Gabriel Byrne    | – Mekanikern           |
| Richard Harris   | – Dr Andreas Tork      |
| Jim Broadbent    | – Dr Lagermann         |
| Tom Wilkinson    | – Professor Loyen      |
| Robert Loggia    | – Moritz Jaspersen     |
| Vanessa Redgrave | – Elsa Lübing          |
| Bob Peck         | – Ravn                 |
| David Hayman     | – Telling              |
| Peter Capaldi    | – Birgo Lander         |
| Mario Adorf      | – Kapten Sigmund Lukas |
| Erik Holmey      | – Hansen               |
| Matthew Marsh    | – Kriminalpolis        |
| Jürgen Vogel     | – Nils Jakkelsen       |

## Mottagande
Filmen fick ett blandat mottagande. Nöjesguiden skrev till exempel:
Bille August tappar fullständigt kontrollen över sitt ekipage; han behärskar helt enkelt inte genrens nödvändiga temposkiftningar, hela denna långa resa slutar med ett rejält antiklimax.
Filmparadiset.se gav filmen betyget 3,5 av 5 och sa:
Okej filmens slut är lite väl tillrättalagt och överdrivet löjligt men regissören Bille August håller ett stadigt tag om historien. Filmen är verkligen underskattad och förtjänar faktiskt att ses. 